# Canuto Håkonsson
Canuto Håkonsson (en nórdico antiguo, Knútr junker Hákonarson; en noruego, Knut Håkonsson) (ca. 1208-Bergen, 1261). Noble noruego, durante un tiempo pretendiente al trono por la facción de los ribbungene, en oposición a Haakon IV. Tras la reconciliación con el rey, obtuvo desde 1239 el título de jarl de Noruega.

## Biografía
Era hijo del jarl Haakon el Loco y de Cristina Nilsdotter. Su padre era medio hermano del rey Inge II y había gobernado en el occidente de Noruega, con Bergen como principal posesión. Por su padre, Canuto descendía de Sigurd II. Su madre, Cristina, era una princesa sueca, nieta del rey Erico el Santo.
En 1214 murió Haakon el Loco, y Cristina regresó a Suecia llevándose consigo a Canuto. Madre e hijo vivirían en la provincia de Värmland. El rey Inge II tomó posesión de los territorios del occidente noruego, como previamente se había acordado.
En 1223, en Bergen, Canuto fue considerado como uno de los cuatro candidatos a ocupar el trono de Noruega, pero finalmente la decisión de los hombres más poderosos del reino favoreció a Haakon IV.
Con la muerte del pretendiente Sigurd Ribbung en 1226, Canuto fue elegido para sucederlo como líder de la facción de los ribbung, un grupo que en ese tiempo controlaba ciertas partes del oriente del país, en abierta rebelión contra la autoridad de Haakon IV. Canuto regresó así a Noruega, pero fue derrotado el año siguiente, e hizo las paces con el rey. Se casó con Ingrid Skuladatter, la hija de Skule Bårdsson, el comandante del ejército del rey.
Skule Bårdsson fue también rival de Haakon IV y en 1239 se rebeló, proclamándose rey. Buscó el apoyo de Canuto, bajo la promesa de nombrarlo jarl, pero éste se negó, manteniéndose fiel a Haakon y recibiendo el título de jarl de manos de éste.
Mantuvo la dignidad de jarl durante el resto de su vida lo que lo convirtió, formalmente, en el hombre más poderoso del país después del rey, aunque su relevancia en los asuntos del Estado es dudosa. En septiembre de 1261, fue el encargado de llevar la corona en la ceremonia de coronación de Magnus VI. Entonces, Canuto padecía ya de una frágil salud, y murió ese mismo año.
Fue sepultado en la Antigua catedral de Bergen.

## Literatura
- Sturla Þórðarson; traducción al inglés de G.W. Dasent (1894, repr. 1964). The Saga of Hakon and a Fragment of the Saga of Magnus with Appendices. London (Rerum Britannicarum Medii Ævi Scriptores, vol.88.4).

- Datos: Q3198083